# أداد قيثاري
أداد قيثاري (الاسم العلمي: Carlina lyrata) نوع نباتي ينتمي إلى جنس الأداد من الفصيلة النجمية.